# Constance Bryer
Pour les articles homonymes, voir Bryer.

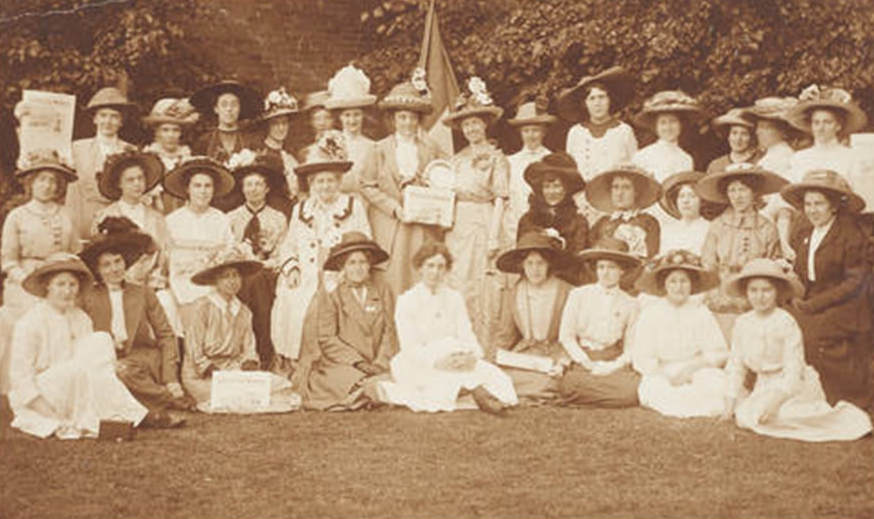
Mlle Adams et Constance Bryer libérées de prison

Constance Elizabeth Bryer (1870 - 1952) est une violoniste classique britannique et une suffragette et militante pour les droits des femmes qui, pendant son emprisonnement à la prison de Holloway, entame une grève de la faim à la suite de laquelle elle est alimentée de force.

## Enfance et famille
Constance Bryer naît à Islington à Londres en juillet 1870, l'aînée de sept enfants nés de Thomas John Bryer (1844-1916), négociant en lingots et d'Elizabeth Butler Bryer (née Chadwick ; 1847-1937). En 1908, elle est violoniste, vivant dans la maison familiale au 49 Tufnell Park Road à Londres. Son frère, Gilbert William Bryer (1882-1919), sert comme artilleur dans la Royal Garrison Artillery (en) pendant la Première Guerre mondiale et meurt des suites de blessures subies en service. Il est enterré au cimetière de Highgate.

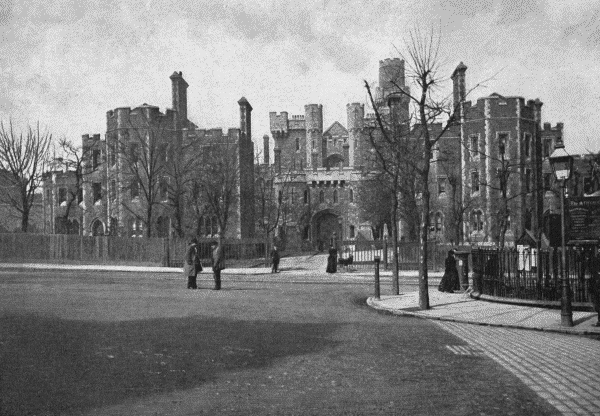
Prison de Holloway v. 1896

## Activité pour le droit de vote
Bryer rejoint la Women's Social and Political Union (WSPU) et la Church League for Women's Suffrage (CLWS), abandonnant sa carrière de musicienne pour faire campagne en faveur des droits des femmes. Elle semble être issue d'une famille de musiciens car son parent George Bryer était membre de l'un des groupes de fifres et de tambours qui participaient à la procession du « Dimanche des femmes » de la WSPU en juin 1908 tandis que sa sœur violoncelliste Pearl a étudié auprès de Paderewski.
Entre 1911 et 1913, Constance Bryer est secrétaire de la succursale de North Islington de la WSPU. Elle est impliquée dans le « Black Friday » en 1910 et elle est arrêtée pour entrave, mais elle est ensuite libérée. Elle « échappe » illégalement au recensement de 1911 en n'étant pas présente dans sa maison familiale au 49 Tuffnell Park Road à Londres lorsque les autorités l'appellent pour enregistrer des informations. En 1911, Bryer est arrêtée alors qu'elle participe à une manifestation de la WSPU contre le « torpillage » du projet de loi de conciliation (en) et pour laquelle elle est condamnée à cinq jours de prison,.

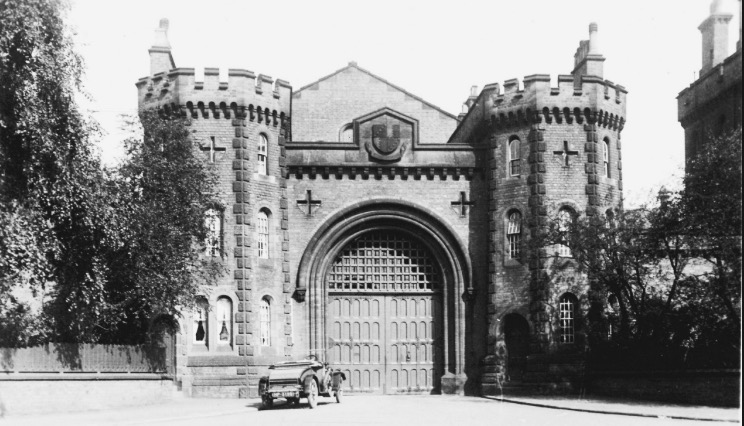
Prison HM de Birmingham dans les années 1920.

En mai 1912, Bryer est condamnée à quatre mois de prison à la prison de Birmingham pour avoir brisé des vitres sur Regent Street à Londres. En prison avec elle se trouve Olive Wharry, qui devient son amie de toujours. Alors qu'elle est en grève de la faim avec d'autres prisonnières suffragettes, Bryer écrit un poème qu'elle signe de son nom dans un album d'autographes :
Suffragettes we sit and sew

 Sew and sit and sit and sew
Twenty-five are we:
Making shirts and socks for men
Cannot get away from them

 Even here you see.

## Fin de vie et mort
Elle est nommée exécutrice testamentaire de son amie et camarade suffragette Olive Wharry. Celle-ci lui lègue une rente de 200 £, sa Hunger Strike Medal et certaines de ses gravures et livres. Les médailles de la grève de la faim de Wharry et Bryer sont conservées ensemble dans une collection privée.
Pendant la Seconde Guerre mondiale, elle est expulsée de chez elle par un bombardement et elle est forcée de prendre des chambres au dernier étage du 70 Alexandra Road à St John's Wood à Londres, qu'elle partage avec sa sœur Angela Bryer et où, dans ses dernières années, elle souffre de sciatique. En 1951, Adela Verne lui demande de jouer dans un concert avec elle, mais elle se sent trop peu entraînée.
Constance Bryer meurt à l'âge de 82 ans le 12 juillet 1952 à l'hôpital Whittington de Dartmouth Park à Londres. Dans son testament, elle laisse environ 1 567 £ à ses sœurs célibataires Emmeline Beatrice Bryer et Evelyn Maude Bryer.